# Suda Kosuke
Kosuke Suda (sinh ngày 4 tháng 2 năm 1980) là một cầu thủ bóng đá người Nhật Bản.

## Sự nghiệp câu lạc bộ
Kosuke Suda đã từng chơi cho Mito HollyHock, Shonan Bellmare, Tonan Gunma và Montedio Yamagata.